# Jeongmi-myeon
Jeongmi-myeon (koreanska: 정미면) är en socken i kommunen Dangjin i provinsen Södra Chungcheong i Sydkorea, 85 km sydväst om huvudstaden Seoul.